# Vetrliði Sumarliðason
Vetrliði Sumarliðason (Vetrlidhi Sumarlidhason, también Veturliði o Vetrl, 930-999) fue un escaldo de Sumarlíðabær, Kálfholt, Rangárvallasýsla en Islandia. Era hijo de Sumarliði Herjólfsson y bisnieto de Ketill hængr (Ketil el Salmón), uno de los primeros colonos noruegos de Islandia; vivió en Fljótshlíð, al sur de la isla.
Vetrliði era un devoto pagano opuesto a la conversión cristiana. Compuso versos difamatorios (níð) sobre Þangbrandr, un misionero enviado a Islandia por Olaf Tryggvason. Fue asesinado por el sacerdote (o por el sacerdote y su compañero Guðleifr Arason). En algunas versiones, otro escaldo llamado Þorvaldr veili, También fue asesinado por la misma razón. Un autor anónimo escribió una estrofa sobre la muerte de Vetrliði:
Ryðfjónar gekk reynir
randa suðr á landi
beðs í bœnar smiðju
Baldrs sigtólum halda ;
siðreynir lét síðan
snjallr morðhamar gjalla
hauðrs í hattar steðja
hjaldrs Vetrliða skaldi. 
—Ed. Diana Whaley
| El que demostró su hoja sobre escudos, Fue al sur por la tierra para abrir La marca que tantas veces ha cortado su enemigo del hombre, Ontra la forja que hace espuma con la canción; Poderoso portador de la hoz guerra Hecho borde de la espada vengadora Difícil sobre el cascabeleo del héroe, El cráneo de Vetrliði, el escaldo. —La Historia de la Quema de Njal (98), Trad. Dasent |

Este episodio aparece como relato en diversas fuentes: saga de Kristni, Landnámabók, Brennu-Njáls saga, Óláfs saga Tryggvasonar en la Heimskringla de Snorri Sturluson y Óláfs saga Tryggvasonar en mesta.
Solo sobrevive una estrofa de su obra, un lausavísur alabando al dios Thor por haber matado a gigantes:
| Leggi brauzt þú Leiknar, lamðir Þrívalda, steypðir *Starkeði, stóttu of Gjálp dauða. — Edición de Faulkes | Tú rompiste las piernas de Leikn, Hiciste que se postrase Starkadr, provocaste moretones a Þrívaldi, Te parastes sobre el cuerpo sin vida de Gjálp. — Traducción al español basada en la traducción de Brodeur —Skáldskaparmál (11), trad. Brodeur |  |